# Bialar Crais
Bialar Crais (ou simplement Crais) est un personnage de la série télévisée Farscape.
Il est interprété par l'acteur Lani Tupu et sa voix francophone est Marc Alfos.
Lani Tupu prête également sa voix à Pilote dans la VO, mais dans la VF, celle-ci a été attribuée à Mark Lesser
Le capitaine Crais est un sébacéen qui fut membre des Pacificateurs. Il poursuivit John Crichton à travers l'univers. Crichton avait tué son frère alors qu'il venait de sortir d'un vortex. Mais plus tard dans la série, Crais rejoint le groupe de Crichton et devient le pilote de Talyn, un vaisseau vivant, ou léviathan, qui n'est autre que le fils de Moya, le léviathan qui abrite Crichton et sa bande. Crais finit par mourir pour sauver Crichton et les autres et les faire s'échapper du vaisseau de Scorpius.